# Alicia Bridges
Alicia Bridges (Charlotte, 15 juni 1953) is een Amerikaanse zangeres en songwriter.

## Carrière
Alicia Bridges werkte vooreerst als bankbediende en verkoopster, voordat ze haar eerste muzikale ervaring vergaarde in de rockband Zachary Ridge. In 1977 tekende ze als soliste een contract bij Polydor en in het daaropvolgende jaar verscheen haar debuutalbum Alicia Bridges met de miljoenenhit I Love the Nightlife bij Disco Round. De song ontwikkelde zich tot een disco-klassieker en kreeg een Grammy Award-nominatie voor de beste vrouwelijke r&b-zangprestatie.
Bridges probeerde vervolgens om dit succes te evenaren, maar de daaropvolgende single Body Heat scoorde in de Verenigde Staten slechts een magere 86e plaats. Ook haar tweede album Play It as It Lays flopte. Verdere pogingen, onder andere met de lp Hocus Pocus (1984), werden niet gehonoreerd met succes en aldus ging Bridges de boeken in als eendagsvlieg. In 1994 beleefde I Love the Nightlife door de Australische speelfilm The Adventures of Priscilla, Queen of the Desert nieuwe populariteit. Ook in de vier jaar later gepubliceerde film The Last Days of Disco kwam de song voor.
Bridges woonde enkele jaren in San Francisco, voordat ze naar Atlanta vertrok om daar als deejay te gaan werken in de clubs The Eagle en The Sportspage. In 2006 richtte ze de firma Alicia Bridges Music Publications op en bracht ze drie albums uit met nieuwe en oude songs, deels geremixt.

## Privéleven
Alicia Bridges komt sinds jaren open uit voor haar seksuele geaardheid (lesbisch).

## Discografie

### Singles
- 1978: I Love the Nightlife (Disco 'Round)
- 1979: Body Heat
- 1994: I Love the Nightlife (Disco 'Round) (remix)

### Albums
- 1978: Alicia Bridges (Polydor)
- 1979: Play It as It Lays (BGO/Polydor)
- 1984: Hocus Pocus (Second Wave)

### Compilaties
- 2002: I Love The Nightlife - The Collection (Spectrum)
- 2006: This Girl Don't Care (Alicia Bridges Music)
- 2007: Say it Sister (Alicia Bridges Music)
- 2008: FauxDiva XX (Alicia Bridges Music)

- Bibsys: 5074262
- Bibliothèque nationale de France: cb139997781 (data)
- Gemeinsame Normdatei: 134911687
- International Standard Name Identifier: 0000 0001 1466 1481
- Library of Congress Control Number: n95019211
- MusicBrainz: e18709d6-dcd1-4db2-9c4c-0d8d1d431ab6
- Virtual International Authority File: 2667187
- WorldCat: E39PBJjCP3r89RXRmXwMBHcF8C